# Der Schimmelreiter

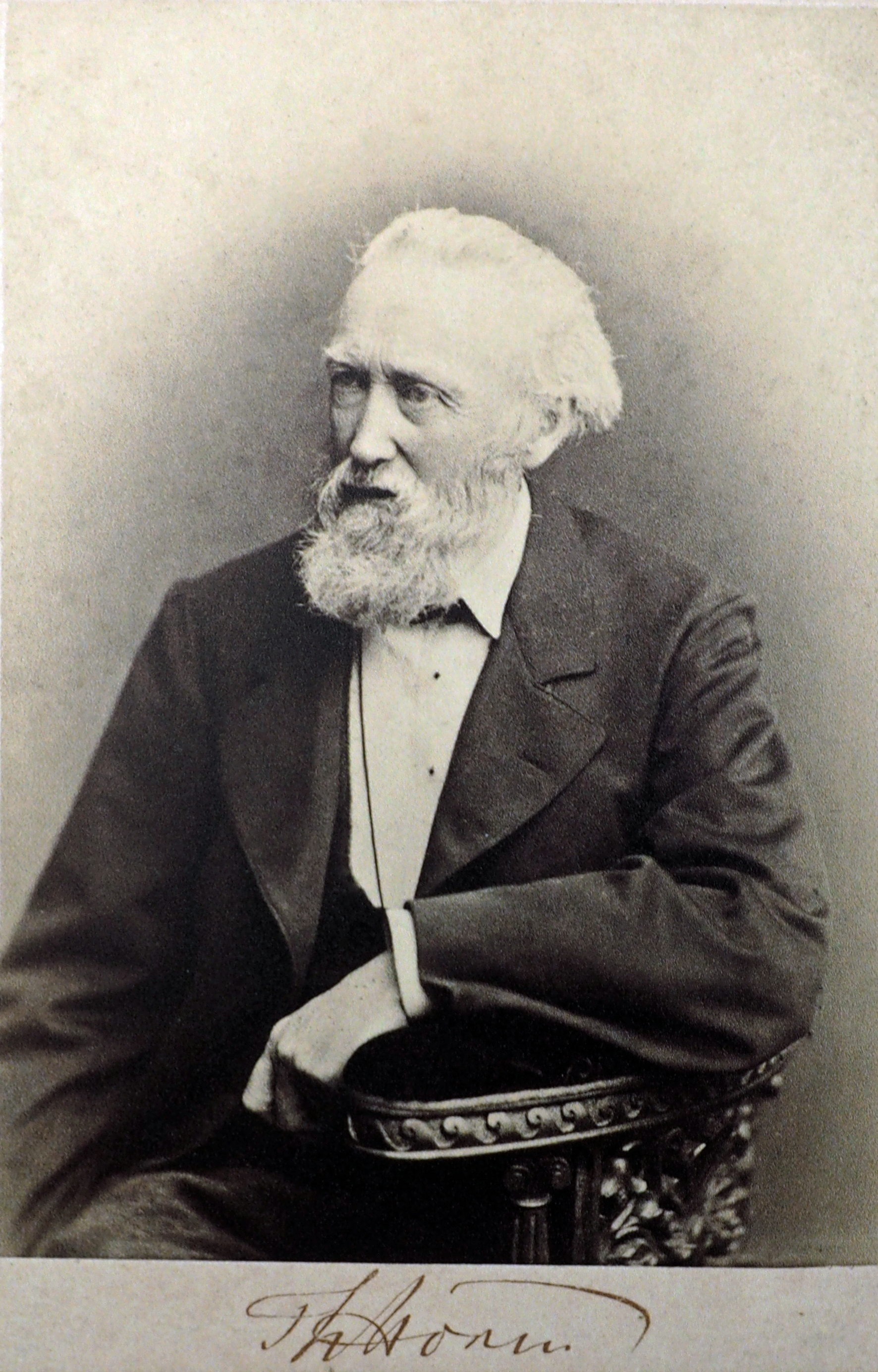
Theodor Storm

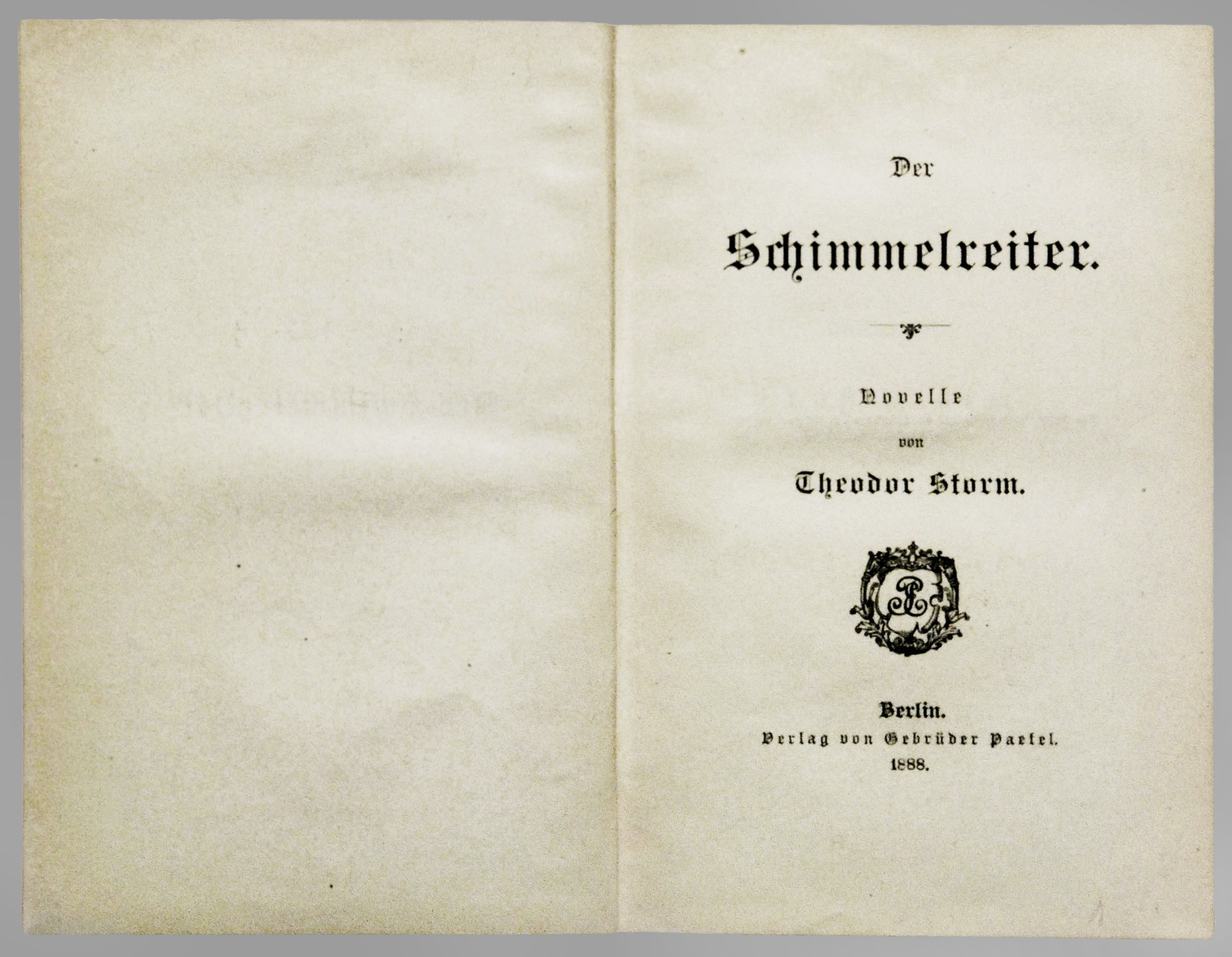
Titelblatt der Erstausgabe 1888

Der Schimmelreiter ist eine Novelle von Theodor Storm aus der Literaturepoche des Realismus. Das im April 1888 veröffentlichte Werk ist Storms bekannteste Erzählung und zählt zu seinem Spätwerk.
Die Novelle, in deren Zentrum der fiktive Deichgraf Hauke Haien steht, basiert auf einer Sage, mit der Storm sich über Jahrzehnte befasste. Mit der Niederschrift der Novelle begann er jedoch erst im Juli 1886 und beendete seine Arbeit daran im Februar 1888, wenige Monate vor seinem Tod. Die Novelle erschien das erste Mal im April 1888 in der Zeitschrift Deutsche Rundschau, Bd. 55.

## Inhalt

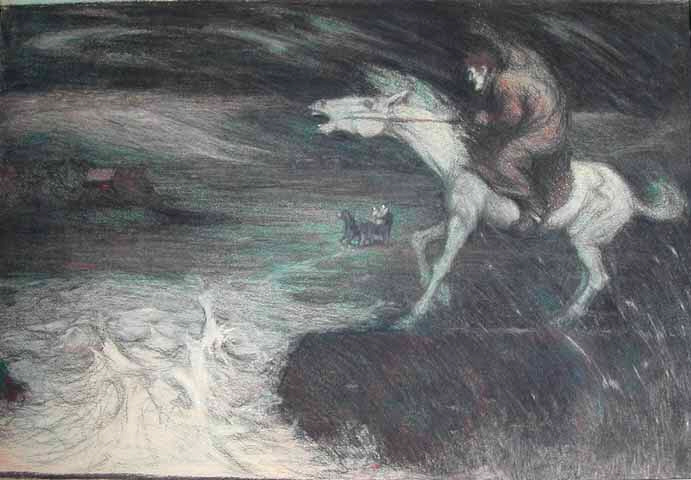
Franz Karl Basler-Kopp (1879–1937): Der Schimmelreiter

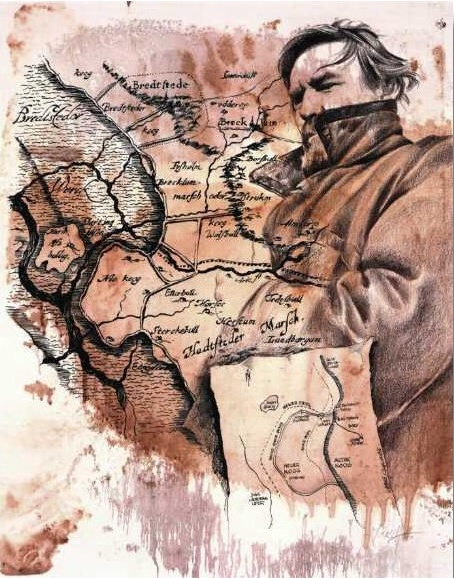
Jens Rusch: „Dein neuer Koog ist ein fressend Werk.“ – Zitat aus dem Schimmelreiter (Mischtechnik 1989)

In der Novelle Der Schimmelreiter geht es um die Lebensgeschichte von Hauke Haien, die der Schulmeister eines Dorfes einem Reiter in einem Wirtshaus erzählt. Die Deiche in Nordfriesland, Handlungsort der Geschichte, spielen in Haukes Leben eine bedeutende Rolle. Am Ende stürzt sich Hauke in den Tod, nachdem er das Sterben von Frau und Kind mitansehen musste.
Hauke Haien, der Sohn eines Landvermessers und Kleinbauern, setzt sich, anstatt sich mit Gleichaltrigen zu treffen, viel lieber mit der Arbeit seines Vaters auseinander. Er schaut dem Vater zu und hilft ihm beim Ausmessen und Berechnen von Landstücken. Er lernt mit Hilfe einer holländischen Grammatik Niederländisch, um eine niederländische Ausgabe von Euklids Werken lesen zu können, die der Vater besitzt. Fasziniert scheint er von der See und von den Deichen zu sein. Oft sitzt er bis in die tiefe Nacht am Deich und beobachtet, wie die Wellen an den Damm schlagen. Er überlegt, wie man den Schutz vor Sturmfluten verbessern könnte, indem man die Deiche zur See hin flacher anlegt.
Als der örtliche Deichgraf Tede Volkerts einen seiner Knechte entlässt, bewirbt sich Hauke um die Stelle und wird angenommen. Doch auch hier hilft er dem Deichgrafen mehr beim Rechnen und Planen als in den Ställen, was dem Deichgrafen zwar gut gefällt, ihn aber bei Ole Peters, dem Großknecht, unbeliebt macht. Da Hauke auch das Interesse von Elke, der Tochter des Deichgrafen, wecken kann, verschärft sich der Konflikt zwischen Hauke Haien und Ole Peters weiter.
Auf dem nordfriesischen Winterfest gewinnt Hauke das Boßeln und erfährt so erste gesellschaftliche Anerkennung. Danach beschließt er, Elke einen Ring anfertigen zu lassen und ihr auf einer Hochzeit von Verwandten einen Heiratsantrag zu machen. Doch Elke lehnt vorerst ab, da sie noch warten will, bis der Vater sein Amt aufgibt. Der Plan ist, dass Hauke, der das Amt inzwischen inoffiziell führt, durch die zur rechten Zeit angekündigte Hochzeit sich anschließend als Nachfolger bewerben soll.
Binnen kurzer Zeit versterben Haukes und Elkes Väter. Hauke erbt Haus und Land seines Vaters. Als es darum geht, die Stelle des Deichgrafen neu zu vergeben, keimt der Konflikt zwischen Hauke und Ole erneut auf. Traditionell kann nur Deichgraf werden, wer ausreichend Land sein Eigen nennt. Dies träfe auf Knecht Hauke nicht zu, weshalb einer der älteren Deichbevollmächtigten befördert werden soll. Gegenüber dem Oberdeichgrafen, der die Stelle des örtlichen Deichgrafen zu vergeben hat, ergreift Elke allerdings das Wort und erklärt, sie sei bereits mit Hauke verlobt und durch eine Hochzeit werde Hauke das Land ihres Vaters bekommen und damit genügend Grundbesitz aufweisen. So wird Hauke Deichgraf.
Unheimlich erscheint den Dorfbewohnern ihr Deichgraf durch sein Pferd: einen edel aussehenden Schimmel, den er, krank und verkommen, einem zwielichtigen Durchreisenden abgekauft und aufgepäppelt hat. Der Schimmel soll, darin bestätigen sich die Einwohner gegenseitig, das wiederbelebte Pferdeskelett von der verlassenen Hallig Jeverssand sein, das mit dem Kauf des Schimmels verschwunden war. Oft wird das Tier mit dem Teufel in Verbindung gebracht und sogar als dieser selbst bezeichnet.
Hauke setzt nun die neue Deichform, die er als Schüler bereits geplant hat, in die Tat um. Manche Leute sind dagegen. Doch Hauke setzt sich mit Zustimmung des Oberdeichgrafen durch. Vor einem Teil des alten Deiches lässt er einen neuen bauen, ein neuer Koog entsteht und somit mehr Ackerfläche für die Bauern. Als die Arbeiter einen Hund eingraben wollen, da es alter Brauch ist, etwas „Lebiges“ in den Deich einzubauen, rettet er diesen, und so sehen viele einen Fluch auf diesem Deich lasten. Ebenfalls auf Missmut stößt die Tatsache, dass Hauke Haien, teils durch Planung, teils durch Zufall, bereits große Landstücke in dem neuen Koog besitzt und daher selbst stark vom Deichbau profitiert.
Tagein, tagaus beobachtet er seinen Deich, indem er ihn mit seinem Schimmel abreitet. Der neue Deich hält den Stürmen stand, doch der alte Deich, der rechts und links des neuen Kooges weiterhin verläuft und dort die vorderste Front zur See darstellt, scheint marode und von Mäusen durchgraben. Angesichts der Beschwichtigung durch Ole Peters und der bereits maulenden Arbeiter führt Hauke an dem Deich keine umfassenden Baumaßnahmen durch, sondern beschränkt sich mit großen Gewissensbissen lediglich auf Flickwerk. Als Jahre später eine Jahrhundertsturmflut hereinbricht und der alte Deich zu brechen droht, will man auf Anordnung des Bevollmächtigten, Ole Peters, den von Hauke konstruierten neuen Deich durchstoßen, da jener sich damit erhofft, dass sich die Kraft des Wassers in den neuen, noch unbewohnten Koog ergießen und damit der alte Deich gerettet werde. Hauke stellt die Arbeiter kurz vor dem Durchstich zur Rede und verhindert die Vollendung dieser Arbeit, kurz darauf bricht der alte Deich endgültig. Als in jener Nacht auch Elke mitsamt ihrer gemeinsamen geistig behinderten Tochter Wienke aus Angst um Hauke in Richtung Deich hinausfährt, muss dieser mitansehen, wie die durch den Deichbruch in den alten Koog schießenden Wassermassen Frau und Kind unter sich begraben. In seiner Verzweiflung stürzt er sich ebenso mitsamt seinem Pferd in die tosenden Wasser, die das Land überfluten, und ruft: „Herr Gott, nimm mich; verschon die andern!“
Damit endet die Erzählung des Schulmeisters. Er weist darauf hin, dass andere die Geschichte anders erzählen würden. So seien seinerzeit alle Einwohner des Dorfes überzeugt gewesen, dass das Pferdeskelett nach Haukes und seines Pferdes Tod wieder auf der Hallig gelegen habe. Außerdem erwähnt er, dass der neue, von Hauke Haien erschaffene Deich noch immer den Fluten standhalte, obgleich sich die erzählte Geschichte bereits vor fast hundert Jahren zugetragen haben soll.

## Gattung und Form

### Gattungsfrage und literarhistorische Zuordnung
Theodor Storm untertitelte seinen Schimmelreiter selbst als Novelle. Dies lässt sich an einigen rudimentären Kriterien auch belegen. Schon zu Beginn fällt die novellentypische Rahmenkonstruktion auf, die Storm kunstvoll über die Erzähler „Zeitungsleser“, „Reisender“ und „Schulmeister“ doppelt. Umstritten ist, ob der Aufbau des Schimmelreiters Storms eigene Forderung, die Novelle solle dem Drama entsprechen, einlöst, oder ob der Falke – nach Heyses gängiger Falkentheorie – hier der Schimmel ist oder doch eher der Deich. Klar ist, dass der Konfliktkern der Novelle weder auf die Thematik des kulturschaffenden Kampfes des Menschen gegen die Natur noch auf das Problem unüberwindlichen Aberglaubens in der eigentlich aufgeklärten Moderne begrenzt werden kann.
Diese Fragen können auch deshalb nicht eindeutig beantwortet werden, weil Storm sich nicht an feste Gattungskonventionen hielt. Mit Sicherheit hatte er bei der Konzeption einer Novelle nicht die Falkentheorie im Sinn, wie es sein Brief vom 16. April 1876 an Paul Heyse belegt. Heyse hatte zu Pole Poppenspäler bemerkt, dass er „jede Novelle zunächst auf ihren ‚Falken‘ ansah“ und diesen in Storms neuer Novelle vermisse (Heyse an Storm vom 11. Dezember 1875). Darauf antwortete Storm: „[N]ehmen Sie einstweilen darin den ‚Casperle‘ als den Falken; so etwas ist er es doch in der That.“ Auch wenn Storm einräumt, dass in seiner Novelle ein zentrales Motiv vorkommt, das man als ‚Falken‘ im Sinne Heyses ansehen könnte, legt er dieses Kriterium erst nachträglich an sein Werk an, um dem Freund entgegenzukommen. Noch deutlicher wird er gegenüber Gottfried Keller im Brief vom 13. September 1883 bezüglich seiner Arbeit an der Chronik von Grieshuus: „[D]en Boccaccioschen Falken laß ich unbekümmert fliegen und verliere mich romantisch zwischen Wald und Heidekraut vergangener Zeiten.“
Auch weitere Gattungsmerkmale wie die Konzentration auf ein einziges Ereignis, bei dem es sich, wie Goethe formulierte, um „eine sich ereignete unerhörte Begebenheit“ handeln soll, sowie die Kürze der Darstellung und die straffe, auf einen einzigen Höhepunkt zusteuernde Handlungsführung sind im Schimmelreiter außer Kraft gesetzt. Storm begründete seine Abkehr von früheren Gattungskonventionen selbst damit, dass die Novelle nicht mehr, wie einst, „die kurzgehaltene Darstellung einer durch ihre Ungewöhnlichkeit fesselnden und einen überraschenden Wendepunkt darbietenden Begebenheit“ sei.
So geschehen im Schimmelreiter mindestens drei Ereignisse, die sich in die Kategorie „unerhörte Begebenheit“ einstufen lassen. In der inneren Rahmenerzählung ist dies die Begegnung mit dem gespenstischen Schimmelreiter auf dem Deich, in der Binnenerzählung sind die von zwei Knechten beobachtete Wiederauferstehung des Pferdegerippes auf Jevershallig und schließlich der Deichbruch mit der Selbsttötung Hauke Haiens in der reißenden Flut zu nennen. Hinzufügen lassen sich noch weitere spektakuläre Ereignisse wie der Katermord, der zur Verfluchung Haukes führt, die Rettung des als Deichopfer vorgesehenen Hundes, welche eine hochaggressive Auseinandersetzung zwischen Hauke und den Deicharbeitern auslöst, sowie der Kauf des Schimmels von einem mit teuflischen Attributen ausgestatteten Pferdehändler.
Wenn Storm die Novelle seiner Zeit als „die Schwester des Dramas“ bezeichnet, dann nicht, weil sie wie die nach den Regeln des Aristoteles gebaute klassische Tragödie die straff dargestellte und zielgerichtete Entwicklung einer einzigen Handlung in den Mittelpunkt stellen würde, sondern weil sie um einen „Konflikt, von welchem aus das Ganze sich organisiert“, zentriert ist. Dieser – im Schimmelreiter sehr komplexe – Konflikt liegt in der Seele Hauke Haiens begründet, und er entfaltet sich auf mehreren Ebenen, wie dem zivilisatorischen Kampf zwischen menschlicher Kultur und wilder Natur, der sozialen Auseinandersetzung zwischen einem fortschrittlichen Einzelnen mit einer konservativen Dorfgemeinschaft, dem weltanschaulichen Gegensatz zwischen aufklärerischer Rationalität und Aberglauben, den Widersprüchen in Haukes eigener Psyche und anderem mehr. Obwohl Der Schimmelreiter mit seinem Erzählrahmen ein eindeutiges Novellenmerkmal aufweist, ähnelt er in anderer Hinsicht eher einem Entwicklungsroman, berichtet er doch die entscheidenden Episoden der Lebensgeschichte des Helden von der Kindheit bis zum Tod, wobei nur die ersten Lebensjahre ausgespart sind. Viel eher als herkömmlichen Gattungsmerkmalen entspricht Storms Hauptwerk der Definition Fritz Martinis, für den die Novelle des 19. Jahrhunderts nicht mehr um eine einzige unerhörte Begebenheit herum zentriert ist, sondern ihren Schwerpunkt verlagert hat hin zum „psychologisch besonderen Charakter, seiner inneren seelischen Bewegung und seinem Geschick“.
Die Erzählung wird dem literarischen Realismus (in seiner spezifisch deutschen Ausprägung in der zweiten Hälfte des 19. Jahrhunderts als Bürgerlicher Realismus oder als Poetischer Realismus bezeichnet) zugeordnet. Der Schimmelreiter zeigt nach Christian Begemann nicht nur, wie scheinbar obsolet gewordene Realitätsdeutungen inmitten einer wissenschaftsgläubigen Epoche dazu dienen können, deren Selbstgewissheit in Frage zu stellen. Ähnlich wie in Fontanes Ballade Die Brück’ am Tay (1880) sieht Begemann beim Schimmelreiter eine Wiederkehr des Mythischen in einer scheinbar durchrationalisierten Welt, die deren Gefährdung, Labilität und buchstäbliche Bodenlosigkeit demonstriert. Beim Schimmelreiter wird das insoweit auf die Spitze getrieben, als Hauke Haien als technikfixierter Aufklärer selbst zum Wiedergänger wird.
Aus der reflektierenden Bearbeitung des Sagenstoffes reizt Storm hier – ganz modern – gezielt die Gattungsfrage, da es nicht erst seit Goethes Definition der Novelle als „unerhörte, sich ereignete Begebenheit“ konstitutiv zum Genre gehörte, einen deutlichen Wirklichkeitsbezug aufzuweisen.

### Aufbau der Novelle
Das Werk ist in drei Erzählebenen aufgebaut. Zunächst berichtet ein Erzähler davon, wie er einst von einer Geschichte erfahren hat. Danach wird eine Rahmenerzählung konstruiert. In diesem Rahmen erzählt ein Reisender, wie er sich mit dem Pferd bei Sturm und Regen von einem Besuch bei Verwandten auf den Weg zur Stadt macht. Bei dem Ritt auf dem Deich nimmt er eine dunkle Gestalt auf einem Schimmel wahr, die an ihm vorüberzieht. Es ist der Schimmelreiter, der sich mitsamt seinem Pferd in eine Wehle stürzt. Der Reisende sieht schließlich in der Ferne die Lichter einer Gastwirtschaft, kehrt dort ein und berichtet von seinem Erlebnis. Die anwesenden Gäste werden von seinen Worten in Unruhe versetzt, und ein alter Schulmeister beginnt – als Binnenerzähler und in der dritten Ebene – die Geschichte des Hauke Haien zu erzählen. Die Binnenhandlung wird an bestimmten Stellen zur Steigerung der Spannung wieder durch den inneren Rahmen unterbrochen, der im Gegensatz zum äußeren auch wieder abschließt.

### Die Erzählstruktur
Die dreistufige Erzählstruktur im Schimmelreiter bietet sowohl Einblicke in die Glaubwürdigkeit der Novelle als auch damit verbundene Interpretationsansätze. Begonnen wird die Erzählung von einem ersten Erzähler, der weder einen Namen noch bestimmte Charaktereigenschaften aufweist. Er erzählt aus der Erinnerung von einer Geschichte, die er in einer Zeitschrift gefunden hatte. Diese Niederschrift ist ebenfalls eine Erinnerung – allerdings von einem weiteren Erzähler. Dieser ist ein (ebenfalls) namenloser Reisender, der beim Ritt über den Deich einem gespenstischen Reiter auf einem Schimmel begegnet und sich vom dritten und endgültigen Erzähler die Binnenhandlung erzählen lässt. Dieser letzte Erzähler ist ein Schulmeister, der sowohl von der Legende des Schimmelreiters weiß als auch die damit zusammenhängenden „realen“ Fakten zusammengetragen hat. Doch auch dessen Fakten scheinen zum größten Teil auf mündlichen Überlieferungen zu basieren, wodurch die Glaubwürdigkeit zu wünschen übrig lässt und die Erzählung mehr als eine „Erzählung über das Erzählen aufgefasst“ werden muss als ein Zeugnis über wirkliche
Geschehnisse. Trotzdem ist die Wahl der drei männlichen Erzähler ein Zeichen dafür, dass gesteigerter Wert auf die bestätigte verschriftlichte Erzählung gelegt wird und die „weibliche Stimme“ zugunsten dieser auf Fakten gestützten männlichen Sichtweise vernachlässigt wird. Diese „weiblich konnotiert[e]“ Stimme ist „[die] nur angedeutete abergläubische Geschichte“, wodurch eine komplexe Erzählstruktur entsteht. Die männliche Erzählweise steht für eine aufgeklärte Sicht, in der Fortschritt und Wissenschaft eine wichtige Rolle spielen. Doch auch die aufgeklärte Haltung des Schulmeisters ist mangelhaft, denn er kann die Existenz des Schimmelreiters für sich nicht komplett leugnen, wird er doch nur durch die Erwähnung der Sagengestalt auf seine Erzählung gebracht. Durch den großen Wert, den der Schulmeister auf Wissen und Aufklärung über Emotionen (und im Zweifelsfall auch über Geld) legt, entsteht eine Sympathie und Ähnlichkeit zu Hauke Haien. Mehr noch könnte Hauke als das Idealbild des Schulmeisters gesehen werden, da Hauke nicht nur mit besseren körperlichen Eigenschaften beschrieben wird, sondern auch seine Ambitionen durchsetzen konnte.

## Interpretation
Der Schimmelreiter ist durch seine Erzählstruktur ein bedeutungsoffenes, vielstimmiges Werk, das sich jeder vereindeutigenden Interpretation widersetzt. Vor diesem Hintergrund müssen die nachfolgenden Ausführungen als Beispiel für eine Deutungsmöglichkeit unter vielen anderen, zum Teil auch ganz entgegengesetzten, verstanden werden.

### Hauke Haiens Charakter
Hauke Haiens Charakter wird zwiespältig geschildert. Einerseits ist er intelligent, zielstrebig und insbesondere zu seiner Frau und Tochter sehr liebevoll, andererseits kann er gegenüber missgünstigen Menschen aggressiv, rücksichtslos, gleichgültig und hasserfüllt sein. Sein Vorname ist eine friesische Variante des männlichen Vornamens Hugo, der germanischen Ursprungs ist und in etwa „Verstand“, „denkender Geist“ bedeutet, und bezeichnet so auch namensmäßig das charakterliche Wesen der Hauptfigur der Novelle.
Hauke ist bereits in jungen Jahren in sich gekehrt und verbringt die Tage allein am Deich. Eine seiner Freizeitbeschäftigungen besteht darin, Strandläufer mit Steinen abzuschießen. Durch diesen sinnlosen Zeitvertreib wird nicht nur Haukes Aggressivität deutlich, sondern auch sein Bedürfnis, Überlegenheit zu demonstrieren. Dieses Verhalten gipfelt schließlich darin, dass er den Angorakater der alten Trin’ Jans im Jähzorn erwürgt. Er zeigt ein „destruktives Naturverhalten“ und er hat das Bedürfnis, sich als der Stärkere zu beweisen. Nach Jost Hermand entwickelt sich Hauke dadurch zu dem, was er in Wahrheit ist: „Einer verschlossenen einsamen Gewaltnatur“. Um seine Aggressionen abzubauen, stürzt sich Hauke fortan in die Arbeit und auch seine Arbeitsanstrengungen tragen einen kämpferischen Charakter: Durch den neuen Deich will er die Natur beherrschen und so seine Überlegenheit sich und seinen Mitmenschen demonstrieren. Durch seine rationale, eigenwillige und von sich selbst überzeugte Art ist er bei den Dorfbewohnern unbeliebt. Hauke sieht nur sich zum Deichgrafen berufen und betrachtet die anderen als Bedrohung:

„Eine Reihe von Gesichtern ging vor seinem innern Blick vorüber, und sie sahen ihn alle mit bösen Augen an; da faßte ihn ein Groll gegen diese Menschen: er streckte die Arme aus, als griffe er nach ihnen, denn sie wollten ihn vom Amte drängen, zu dem von allen nur er berufen war. – Und die Gedanken ließen ihn nicht; sie waren immer wieder da, und so wuchsen in seinem jungen Herzen neben der Ehrenhaftigkeit und Liebe auch die Ehrsucht und der Haß. Aber diese beiden verschloß er tief in seinem Innern; selbst Elke ahnte nichts davon.“

Das Verhältnis zwischen Hauke und den Dorfbewohnern wird durch Haukes Kauf des Schimmels und die damit verbundenen abergläubischen Befürchtungen seiner Mitmenschen noch verschlimmert. Sie begegnen Hauke immer mehr mit Argwohn, Furcht und Trotz, was Hauke wiederum vor allem in Bezug auf die Deicharbeiten immer härter und sturer werden lässt. Tragischerweise trotzt er den anderen Dorfbewohnern gerade dann nicht mehr, als das die Flutkatastrophe hätte verhindern können: Nachdem er aufgrund von Schäden am alten Deich eine gründliche Instandsetzung und Verstärkung nach Art des neuen Deiches vorschlägt, trifft er auf breiten Widerspruch – insbesondere von Ole Peters. Bei einer weiteren Begehung der fraglichen Deichstelle lässt er sich in seiner erneuten Beurteilung von diesen Einwänden leiten und stimmt einer Instandsetzungsmaßnahme geringeren Umfangs zu. An genau dieser Stelle jedoch bricht später der Deich.
Haukes Frau Elke und seine Tochter Wienke kennen ihn jedoch als fürsorglichen und liebevollen Mann und Vater. Auch den Dorfbewohnern ist er nicht ausschließlich feindlich gesinnt: So hilft er seinem Knecht Iven auf, als er von Haukes Schimmel umgestoßen wurde, und fragt nach seinem Zustand. Auch mit seinem Schimmel, den er aus Mitleid gekauft hat, geht er liebevoll um und päppelt ihn wieder auf. Dem Aberglauben der Dorfbewohner widersetzt er sich und rettet so einem Hund das Leben.

### Tiere als Begleiter des Teufels
Die Tiere in Storms Novelle spielen eine wichtige Rolle. Die wilde Natur agiert als das Böse, und Tiere symbolisieren es, solange sie nicht domestiziert sind. Das trifft partiell auf den Kater der Trin‘ Jans und auf den Schimmel zu, die nur gegenüber ihren Besitzern ein gezähmtes Verhalten zeigen. Dem Hund und der Möwe jedoch, den beiden Spielgefährten der kleinen Wienke, haftet nichts Dämonisches an. Der weiße Angorakater der alten Trin’ Jans ist das erste Zeichen des Dämonischen: Er neidet Hauke seine Beute, weswegen dieser den Kater erwürgt und sein erstes Vergehen gegen die Natur begeht. Daraufhin verflucht die hexenhafte Trin’ Jans ihn. Ratten und Otter, die der alten Frau ihre Enten entreißen, wurden als Teufelstiere betrachtet, die das Nutzvieh schädigen und Hauke bereits in seiner Jugend umgeben. Ein weiteres Mal tritt das Dämonische durch den Kauf des Schimmels wieder in das Leben Haukes. Jedem aus dem Dorf ist das zunächst hagere Tier mit den feurigen Augen unheimlich, außer Hauke, denn er ist der Einzige, der den ungezähmten Schimmel reiten kann. Sein zweites Vergehen wider die Natur ist das nicht eingelöste Deichopfer, welches zugleich gegen den üblichen Brauch der Dorfbewohner verstößt. Hauke entreißt der Natur ihr rechtmäßiges Opfer, was er später mit seinem eigenen Leben sühnen muss. Ein weiterer Fehler, den Hauke begeht, ist das Aufnehmen der Trin’ Jans in sein Zuhause, weil diese das Fell ihres weißen Angorakaters mitbringt. Die Tiere, das verweigerte Hundeopfer und Trin’ Jans sind alle in seinem näheren Umfeld und stellen Embleme des Teuflischen dar. Auch die weiße Farbe des Katers, des Schimmels und der Lachmöwe sind auffällig. Da schwarze Tiere zu offensichtlich in der Erzählung gewesen wären, steht die weiße Farbe als Symbol für das Unheil. Haukes Tierbegleiter sind allesamt nicht gänzlich gezähmt und rücken daher die Existenz Haukes in ein bedrohliches Licht.
Der Schimmel entstammt als Motiv einer Sage aus der germanischen Mythologie, in welcher das Tier einst heilig war und mit Frô (Freyr) und Wodan (Odin) in Verbindung gebracht wurde. Der Gott Fro besaß weissagende weiße Pferde, die ihm als Berater dienten und Wodan ritt auf einem weißen Pferd zur Jagd. Erst später wurde das Tier durch die Christianisierung heidnisch negativ konnotiert und mit dem wilden Jäger, Hel, der Herrscherin der Unterwelt oder dem Teufel selbst assoziiert. Durch den Kauf dieses dämonischen Wesens, zudem noch von einem fremden und seltsam teuflisch lachenden Mann erworben, erregt Hauke die Aufmerksamkeit der abergläubischen Dorfgemeinschaft. Holander schreibt dazu: „Schimmel – Teufel – Tod, das ist die abergläubische Assoziation, auf der Storm aufbaut, um seinem Schimmel die erforderlichen gespenstischen Züge zu verleihen. Davon ausgehend ist es dann ein Leichtes, auch den Reiter selber in einer Aura des Bösen und des Verderbens erscheinen zu lassen.“

## Hintergründe

### Möglicher Ursprung der Sage an der Weichsel
Gespenstergeschichten aus Schleswig-Holstein faszinierten Storm schon seit seiner Jugend. Während und kurz nach seiner Studienzeit in Kiel und Husum nahm er mit seinem Kommilitonen Theodor Mommsen und einem akademischen Freundeskreis an einer Textsammlung teil, die den Grundstock für Karl Müllenhoffs Sagen, Märchen und Lieder der Herzogthümer Schleswig, Holstein und Lauenburg in drei Bänden von 1845 bildeten. Dabei lernte Storm auch allerlei Gespenstergeschichten kennen, die er für eine Veröffentlichung als Neues Gespensterbuch in einem Manuskript zusammenstellte. Zur Veröffentlichung kam es allerdings erst 1991, mehr als hundert Jahre nach Storms Tod. Der Schimmelreiter ist darin nicht enthalten. Eine Erklärung dafür findet man in dem Brief, den Storm am 13. Februar 1843 an Theodor Mommsen geschrieben hatte. Darin heißt es:

„Der Schimmelreiter, so sehr er auch als Deichsage seinem ganzen Charakter nach hier her paßt, gehört leider nicht unserm Vaterlande; auch habe ich das Wochenblatt, worin er abgedruckt war, noch nicht gefunden.“

Storm beginnt seine Novelle wie folgt:

„Was ich zu berichten beabsichtige, ist mir vor reichlich einem halben Jahrhundert im Hause meiner Urgroßmutter, der alten Frau Senator Feddersen, kundgeworden, während ich, an ihrem Lehnstuhl sitzend, mich mit dem Lesen eines in blaue Pappe eingebundenen Zeitschriftenheftes beschäftigte; ich vermag mich nicht mehr zu entsinnen, ob von den Leipziger oder von Pappes Hamburger Lesefrüchten.“

Tatsächlich war 1838 in dem Hamburger Periodikum Lesefrüchte vom Felde der neuesten Literatur des In- und Auslandes. Gesammelt von J.J.C. Pappe, Jahrgang 1838, Zweiter Band. S. 125–128 ein kurzer Text mit dem Titel Der gespenstige Reiter. Ein Reiseabenteuer erschienen, den die Zeitschrift Danziger Dampfboot zuvor in ihrer Ausgabe Nr. 45 vom 14. April 1838 als Der Deichgeschworene zu Güttland gebracht hatte. Diese Geschichte spielt jedoch nicht an der Nordsee, sondern an der Weichsel, weshalb sie für das, was Storm mit seinem Neuen Gespensterbuch bezweckte, nicht in Frage kam. Die oft der Novelle zugeschriebene Legende, dass der Schimmelreiter immer dann, wenn am Deich Gefahr drohe, auf einem Schimmel zu sehen sei, findet sich nicht bei Storm, sondern nur in der Geschichte von 1838.

### Die handelnden Personen der Novelle und ihre historischen Vorbilder
Einzelheiten über das Leben des Deichgeschworenen erfährt man in der Geschichte Der Güttlander Deichgeschworene nicht. Storm griff zwar das Motiv dieser Geschichte auf, die Vielzahl der handelnden Personen und ihre unterschiedlichen Charakteristiken schuf er aber selbst. Seine Darsteller lehnte er an Personen an, die real existierten.
Vorlage für die Persönlichkeit Hauke Haiens, der Hauptperson in Der Schimmelreiter, war in vielerlei Hinsicht der Einzelgänger Hans Momsen aus Fahretoft in Nordfriesland (1735–1811), der Landmann, Mechaniker und Mathematiker war. Er brachte es als Autodidakt zu erstaunlichen Leistungen. Er verstand es, Seeuhren, Teleskope und auch Orgeln herzustellen. Der Bezug auf die historische Person Momsen wird auch darin deutlich, dass Storm seinen Namen (Hans Mommsen geschrieben) in seiner Novelle erwähnt.
In Storms Novelle spiegeln sich auch die Ideen des in Nordfriesland tätigen Deichbaufinanziers Jean Henri Desmercières bezüglich neuer Deichprofile wider. Desmercières gilt als der Erbauer des Sophien-Magdalenen-Kooges, des Desmerciereskooges und des Elisabeth-Sophien-Kooges. Die Deichgrafenfamilie Iwersen-Schmidt gilt als weiteres Vorbild für die Person des Hauke Haiens. So scheint die behinderte Tochter des Deichgrafen Johann Iversen Schmidt (der Jüngere) (1844–1917) das Vorbild für Haukes Tochter Wienke in der Novelle zu sein.
Der britische Historiker Harold James vergleicht Hauke Haiens Streben und Lebensphilosophie mit der Alfred Krupps.

### Landschaftlicher Hintergrund
Die Hattstedtermarsch und der Hattstedter Neue Koog bilden den landschaftlichen Hintergrund für die Novelle. Die Große Wehle nördlich der Hattstedtermarsch, das ehemalige Gasthaus Schimmelreiterkrug in Sterdebüll sowie die Harmelfshallig gelten als Vorbilder für Schauplätze der Novelle. Das Gehöft des Deichgrafen in der Novelle scheint ein Abbild des Hofes des Deichgrafen Johann Iwersen-Schmidt (1798–1875) zu sein. Übereinstimmungen lassen sich auch an weiteren Personen und Dingen festmachen.
Ein Bericht von der Sturmflut vom 7. Oktober 1756 mit 600 Toten an der Nordsee diente Storm als weitere Anregung.
Nach der Hauptfigur der Novelle ist der Hauke-Haien-Koog in Nordfriesland benannt.

### Produktion von 1978

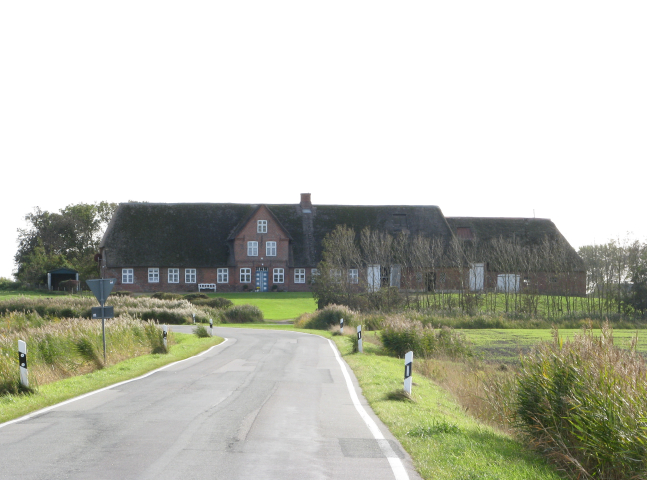
Die Peterswarf in Ockholm

## Erstausgabe

Verlagseinband der Erstausgabe 1888